# Tobias Slotsager
Tobias Slotsager (* 1. Januar 2006 in Odense) ist ein dänischer Fußballspieler. Aktuell steht der Innenverteidiger bei Hellas Verona unter Vertrag.

## Karriere

### Verein
Tobias Slotsager wechselte im Sommer 2019 von Morud IF in die Jugendabteilung von Odense BK. Am 21. Mai 2022 gab er im Alter von 16 Jahren bei der 1:2-Niederlage im Auswärtsspiel gegen Vejle BK sein Profidebüt in der Superligaen.
Anfang Februar 2025 wechselte Slotsager in die italienische Serie A zu Hellas Verona.

### Nationalmannschaft
Am 17. September 2021 gab Tobias Slotsager beim 1:1-Unentschieden im Testspiel in Kolding gegen Portugal sein Debüt für die dänische U16-Nationalmannschaft. Er kam für diese Altersklasse zu zwei Einsätzen. Seit August 2022 spielt Slotsager für die U17 von Dänemark.